# Adolfo Suárez Illana
Adolfo Suárez Illana (Madrid, 5 de maig de 1964) és un polític i advocat espanyol. El 2009 rebé el Premi Ortega y Gasset de Periodisme a la millor informació gràfica. Des del 2019 és secretari tercer de la Mesa del Congrés dels Diputats.

## Família i joventut
Fill de María Amparo Illana Elórtegui i Adolfo Suárez González, president de Govern entre 1976 i 1981.
Practicant aficionat des de nen de la caça i el toreig, va cursar EGB i BUP al Col·legi Retamar, un centre de l'Opus Dei a Pozuelo de Alarcón.
Va cursar el COU i la preparació per a les oposicions a l'Acadèmia Militar a l'Acadèmia Adra, que va acabar abandonant.Militant de les joventuts de la Unió de Centre Democràtic (UCD), el partit del seu pare, va estudiar dret a la Universitat CEU San Pablo i va realitzar la tesi doctoral a la Universitat Harvard. De 1990 a 1993, va treballar al Banco Popular Español. Suárez, que va treballar uns anys a Veneçuela, va tornar a Espanya i al 1998 va fundar el bufet d'advocats «Suárez & Illana S. L.».
El 18 de juliol de 1998 es va casar a Villahermosa amb Isabel Flores Santos-Suárez, nascuda al 1972 i filla del ramader Samuel Flores López-Flores i d'Isabel Santos-Suárez Barroso, amb qui ha tingut dos fills, Adolfo i Pablo.
L'any 2002 es va afiliar al Partit Popular (PP) i José María Aznar, president del partit, l'inclogué al Comitè Executiu del PP.

## Candidatura fallida al govern de Castella-la Manxa
Va ser designat com a candidat del PP a la Presidència de la Junta de Comunitats de Castella-la Manxa en un congrés regional realitzat al maig de 2002, donant-se motiu a una situació de bicefàlia, amb el president del PP regional sent José Manuel Molina.
A les eleccions a les Corts de Castella-la Manxa del 25 de maig 2003, a les quals Suárez va concórrer com a cap de llista del PP per Albacete, la candidatura del PP va ser derrotada per la del PSOE, amb la conseqüència d'una nova investidura com a president de la Junta de Comunitats de Castella-la Manxa de José Bono, al seu sisè mandat consecutiu. Després d'aquesta derrota electoral Suárez es va retirar de la política, sense arribar si més no a prendre possessió com a diputat a la sessió de constitució de la VI legislatura del parlament regional celebrada el dia 17 de juny de 2003.

## Activitat posterior
El 2010 es va incorporar al despatx internacional d'advocats ONTIER.
El 5 de maig de 2014, dia del seu 50é aniversari, Fermín Urbiola, com a portaveu de la família, anuncià que Suárez Illana patia d'un càncer de coll de grau 2, «agafat a temps».
Designat pel nou president del PP Pablo Casado com a president de la Fundació «Concordia y Libertad», vinculada a aquest partit, al novembre de 2018 Suárez va anunciar la seva sortida d'ONTIER, amb vista a centrar-se en l'activitat política. El març de 2019 Casado va incloure a Suárez com a número 2 de la llista del PP per Madrid al Congrés dels Diputats de cara a les eleccions generals de 2019. Electe diputat, el dia de constitució de la nova legislatura celebrat el 21 de maig fou elegit secretari tercer de la mesa del Congres.